# Simão Azulay
Simão Azulay (Belém do Pará, 1950 - Rio de Janeiro, 26 de julho de 1988) foi um estilista brasileiro. Estabeleceu-se no Rio de Janeiro em 1962 e em meados dos anos setenta criou a San Sebastián, sua primeira grife. Foi ele quem lançou no Brasil os jeans tacheados, em meados da década de 70.
Quando a San Sebastian foi à falência, transferiu-se para a Fjord. Pela inventividade de seu trabalho nessa fase, recebeu o apelido de “Príncipe dos Jeans”.
Em 1979 criou a Yes, Brazil que revolucionou a moda nos anos oitenta, lançando os jeans customizados. Criou uma identidade única e original de moda no Brasil. Morreu em 1988.
Foi casado com Lídia Soares, filha da atriz Ilka Soares, com quem teve três filhos.